# Coutevroult
Coutevroult est une commune française située dans le département de Seine-et-Marne, en région Île-de-France.

## Géographie

### Localisation
La commune est située à environ  14 kilomètres à l’est de Lagny-sur-Marne. Elle est proche de Disneyland Paris.

### Communes limitrophes
Les communes limitrophes sont : Villiers-sur-Morin, Magny-le-Hongre, Bailly-Romainvilliers, Villeneuve-le-Comte, Saint-Germain-sur-Morin et Couilly-Pont-aux-Dames.

### Géologie et relief
L'altitude de la commune varie de 47 mètres à 142 mètres pour le point le plus haut, le centre du bourg se situant à environ 135 mètres d'altitude (mairie). Elle est classée en zone de sismicité 1, correspondant à une sismicité très faible.

### Hydrographie

#### Réseau hydrographique

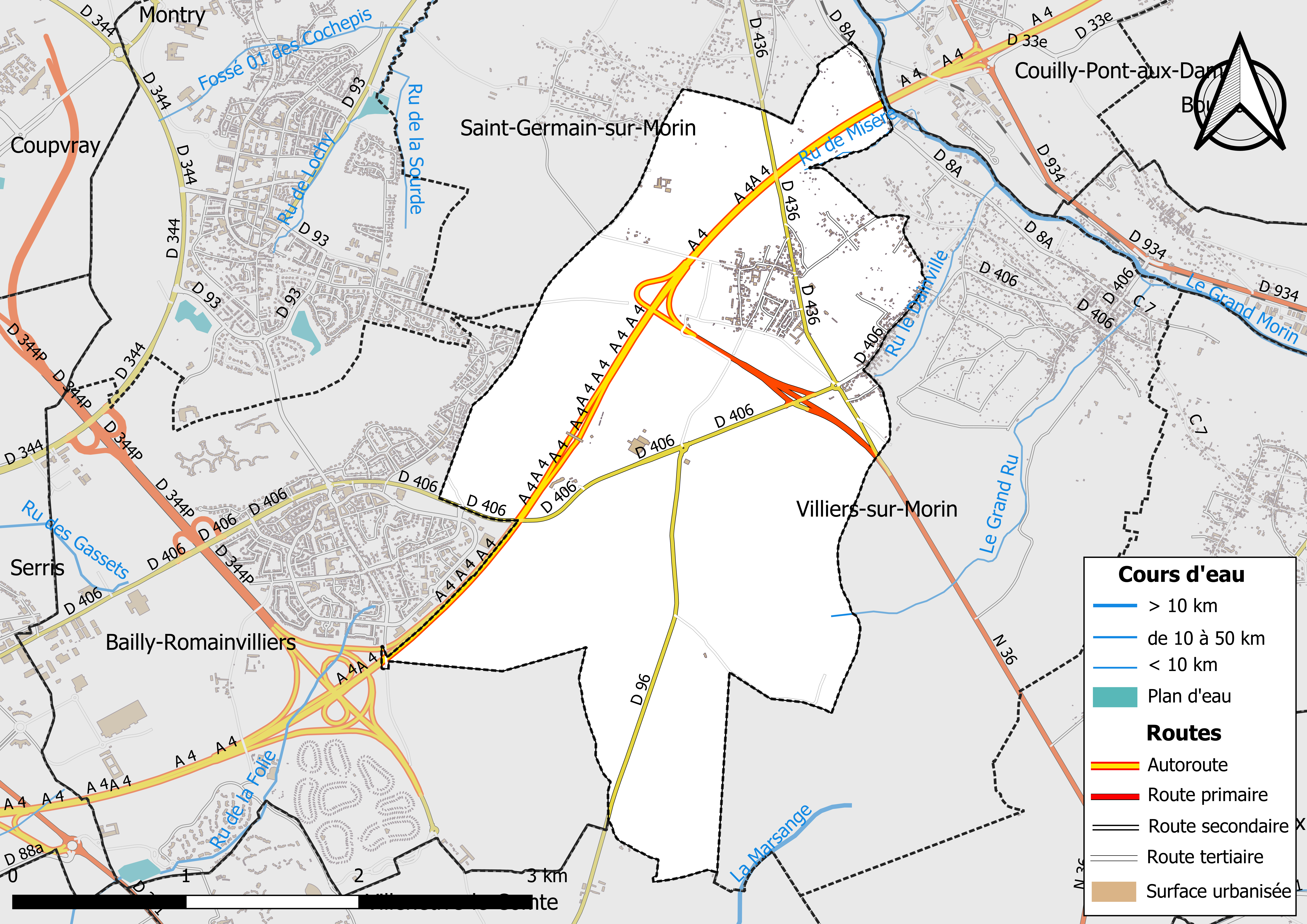
Carte des réseaux hydrographique et routier de Coutevroult.

Le réseau hydrographique de la commune se compose de  deux cours d'eau référencés : 
- le Grand Ru, 3,11 km[3], qui conflue avec un bras du Grand Morin ;
- le ru de Misère, 0,67 km[4],[Note 1], affluent du Grand Morin.

La longueur totale des cours d'eau sur la commune est de 0,58 km.

#### Gestion des cours d'eau
Afin d’atteindre le bon état des eaux imposé par la Directive-cadre sur l'eau du 23 octobre 2000, plusieurs outils de gestion intégrée s’articulent à différentes échelles : le SDAGE, à l’échelle du bassin hydrographique, et le SAGE, à l’échelle locale. Ce dernier fixe les objectifs généraux d’utilisation, de mise en valeur et de protection quantitative et qualitative des ressources en eau superficielle et souterraine. Le département de Seine-et-Marne est couvert par six SAGE, au sein du bassin Seine-Normandie. La commune fait partie de deux SAGE : « Yerres » et « Petit et Grand Morin ».
Le SAGE « Yerres » a été approuvé le 13 octobre 2011. Il correspond au bassin versant de l’Yerres, d'une superficie de 1 017 km2, parcouru par un réseau hydrographique de 450 kilomètres de long environ, répartis entre le cours de l’Yerres et ses affluents principaux que sont : le ru de l'Étang de Beuvron, la Visandre, l’Yvron, le Bréon, l’Avon, la Marsange, la Barbançonne, le Réveillon. Le pilotage et l’animation du SAGE sont assurés par le syndicat mixte pour l’Assainissement et la Gestion des eaux du bassin versant de l’Yerres (SYAGE), qualifié de « structure porteuse ».
Le SAGE « Petit et Grand Morin » a été approuvé le 21 octobre 2016. Il comprend les bassins du Petit Morin (630 km2) et du Grand Morin (1 185 km2). Le pilotage et l’animation du SAGE sont assurés par le syndicat Mixte d'Aménagement et de Gestion des Eaux (SMAGE) des 2 Morin, qualifié de « structure porteuse ».

### Climat
Pour des articles plus généraux, voir Climat de l'Île-de-France et Climat de Seine-et-Marne.
En 2010, le climat de la commune est de type climat océanique dégradé des plaines du Centre et du Nord, selon une étude du CNRS s'appuyant sur une série de données couvrant la période 1971-2000. En 2020, Météo-France publie une typologie des climats de la France métropolitaine dans laquelle la commune est exposée à un climat océanique altéré et est dans la région climatique Nord-est du bassin Parisien, caractérisée par un ensoleillement médiocre, une pluviométrie moyenne régulièrement répartie au cours de l’année et un hiver froid (3 °C).
Pour la période 1971-2000, la température annuelle moyenne est de 10,7 °C, avec une amplitude thermique annuelle de 14,4 °C. Le cumul annuel moyen de précipitations est de 705 mm, avec 11,4 jours de précipitations en janvier et 8,2 jours en juillet. Pour la période 1991-2020, la température moyenne annuelle observée sur la station météorologique la plus proche, située sur la commune de Mouroux à 14 km à vol d'oiseau, est de 11,3 °C et le cumul annuel moyen de précipitations est de 721,3 mm,. Pour l'avenir, les paramètres climatiques de la commune estimés pour 2050 selon différents scénarios d'émission de gaz à effet de serre sont consultables sur un site dédié publié par Météo-France en novembre 2022.

### Milieux naturels et biodiversité

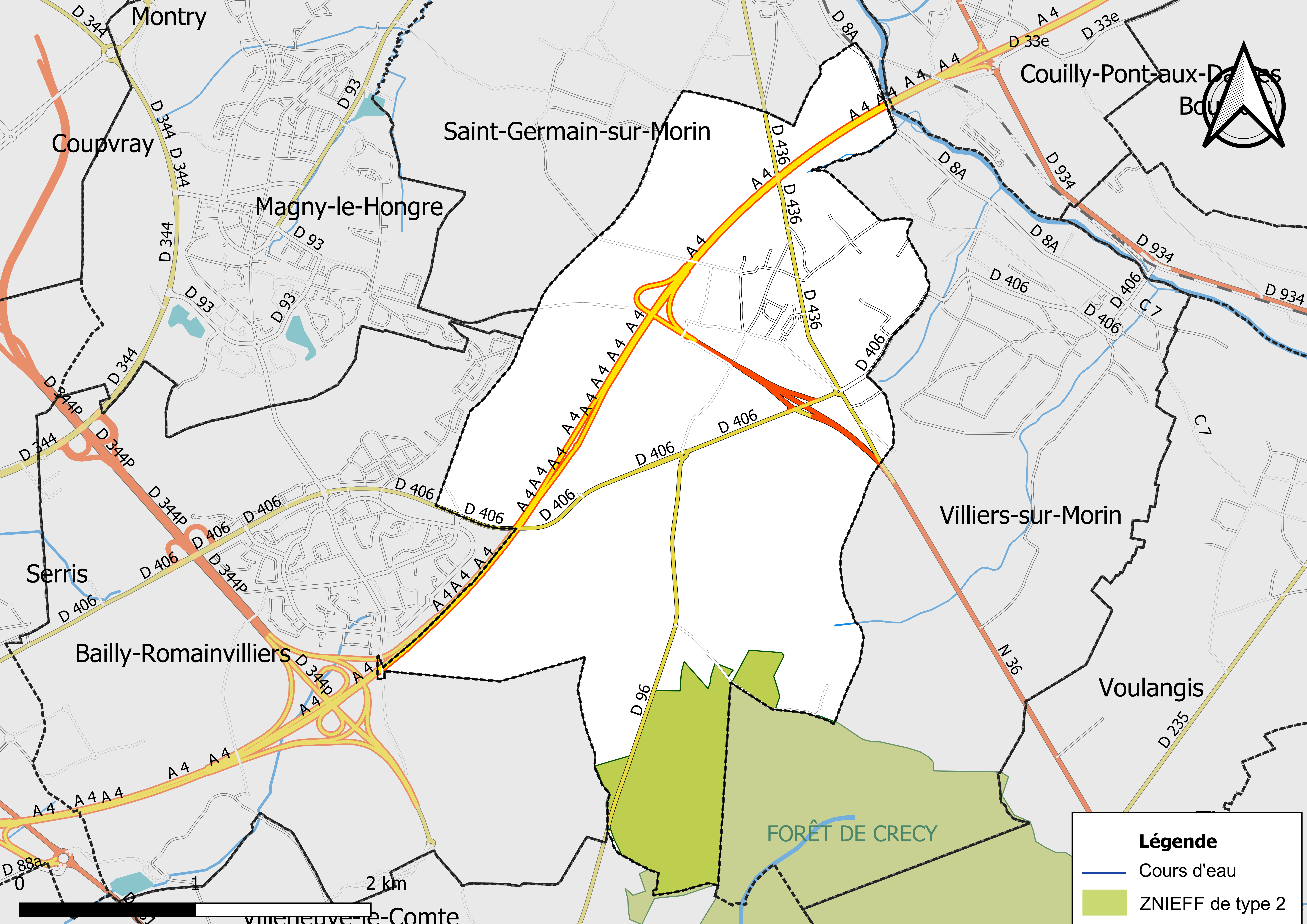
Carte des ZNIEFF de type 2 localisées sur la commune.

L’inventaire des zones naturelles d'intérêt écologique, faunistique et floristique (ZNIEFF) a pour objectif de réaliser une couverture des zones les plus intéressantes sur le plan écologique, essentiellement dans la perspective d’améliorer la connaissance du patrimoine naturel national et de fournir aux différents décideurs un outil d’aide à la prise en compte de l’environnement dans l’aménagement du territoire.
Le territoire communal de Coutevroult comprend un ZNIEFF de type 2,,, 
la « Forêt de Crécy » (6 897,74 ha), couvrant 17 communes du département.

## Urbanisme

### Typologie
Au 1er janvier 2024, Coutevroult est catégorisée ceinture urbaine, selon la nouvelle grille communale de densité à sept niveaux définie par l'Insee en 2022.
Elle appartient à l'unité urbaine de Bailly-Romainvilliers, une agglomération intra-départementale regroupant quatorze  communes, dont elle est une commune de la banlieue,,. Par ailleurs la commune fait partie de l'aire d'attraction de Paris, dont elle est une commune de la couronne,. Cette aire regroupe 1 929 communes,.

### Lieux-dits et écarts
La commune compte 68 lieux-dits administratifs répertoriés consultables ici (source : le fichier Fantoir).

### Occupation des sols
L'occupation des sols de la commune, telle qu'elle ressort de la base de données européenne d’occupation biophysique des sols Corine Land Cover (CLC), est marquée par l'importance des territoires agricoles (72,7 % en 2018), en diminution par rapport à 1990 (79,1 %). La répartition détaillée en 2018 est la suivante : 
terres arables (64,2% ), forêts (19,3% ), zones agricoles hétérogènes (8,4% ), zones urbanisées (8 %).
Parallèlement, L'Institut Paris Région, agence d'urbanisme de la région Île-de-France, a mis en place un inventaire numérique de l'occupation du sol de l'Île-de-France, dénommé le MOS (Mode d'occupation du sol), actualisé régulièrement depuis sa première édition en 1982. Réalisé à partir de photos aériennes, le Mos distingue les espaces naturels, agricoles et forestiers mais aussi les espaces urbains (habitat, infrastructures, équipements, activités économiques, etc.) selon une classification pouvant aller jusqu'à 81 postes, différente de celle de Corine Land Cover,,. L'Institut met également à disposition des outils permettant de visualiser par photo aérienne l'évolution de l'occupation des sols de la commune entre 1949 et 2018.

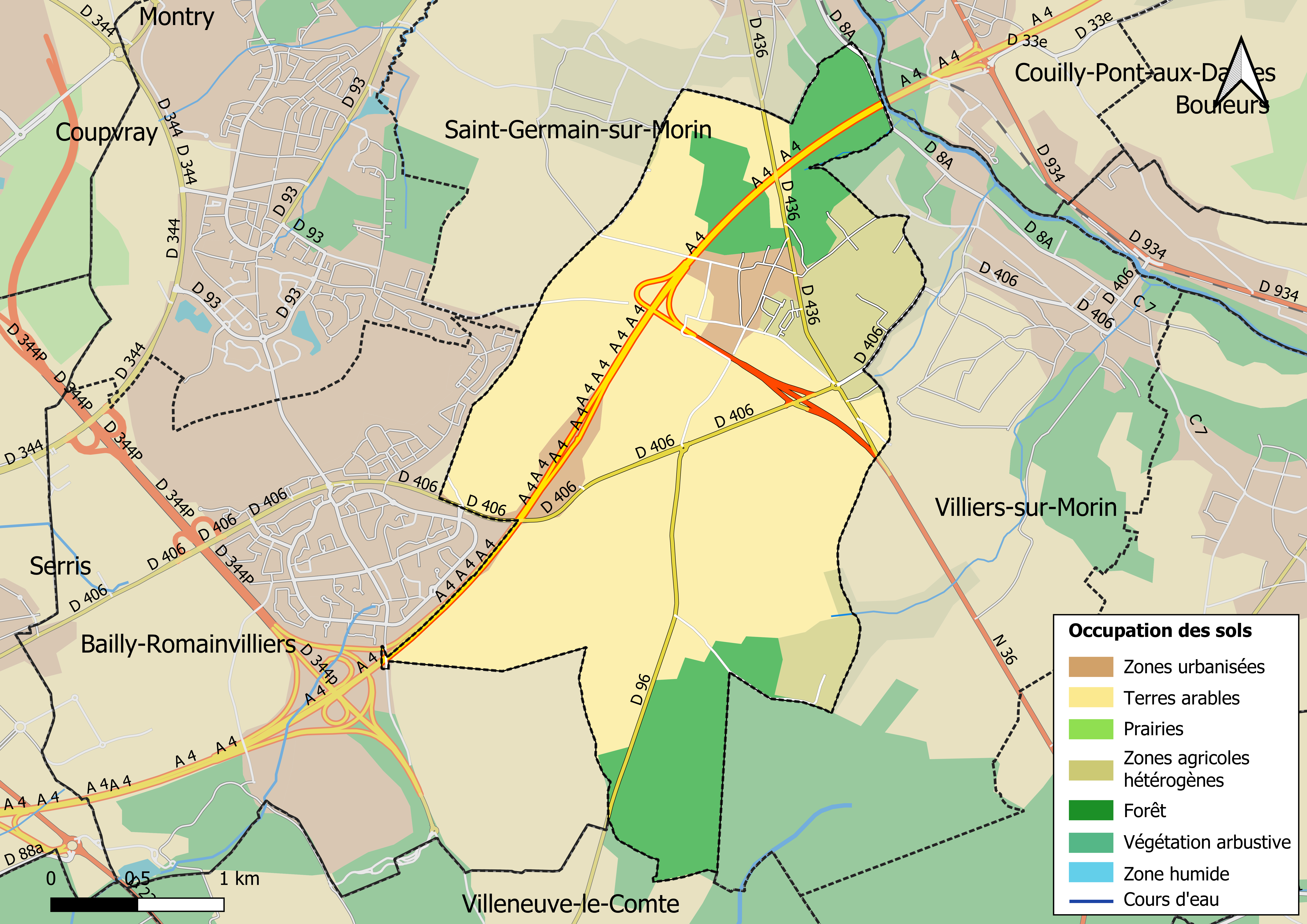
Carte des infrastructures et de l'occupation des sols en 2018 (CLC) de la commune.
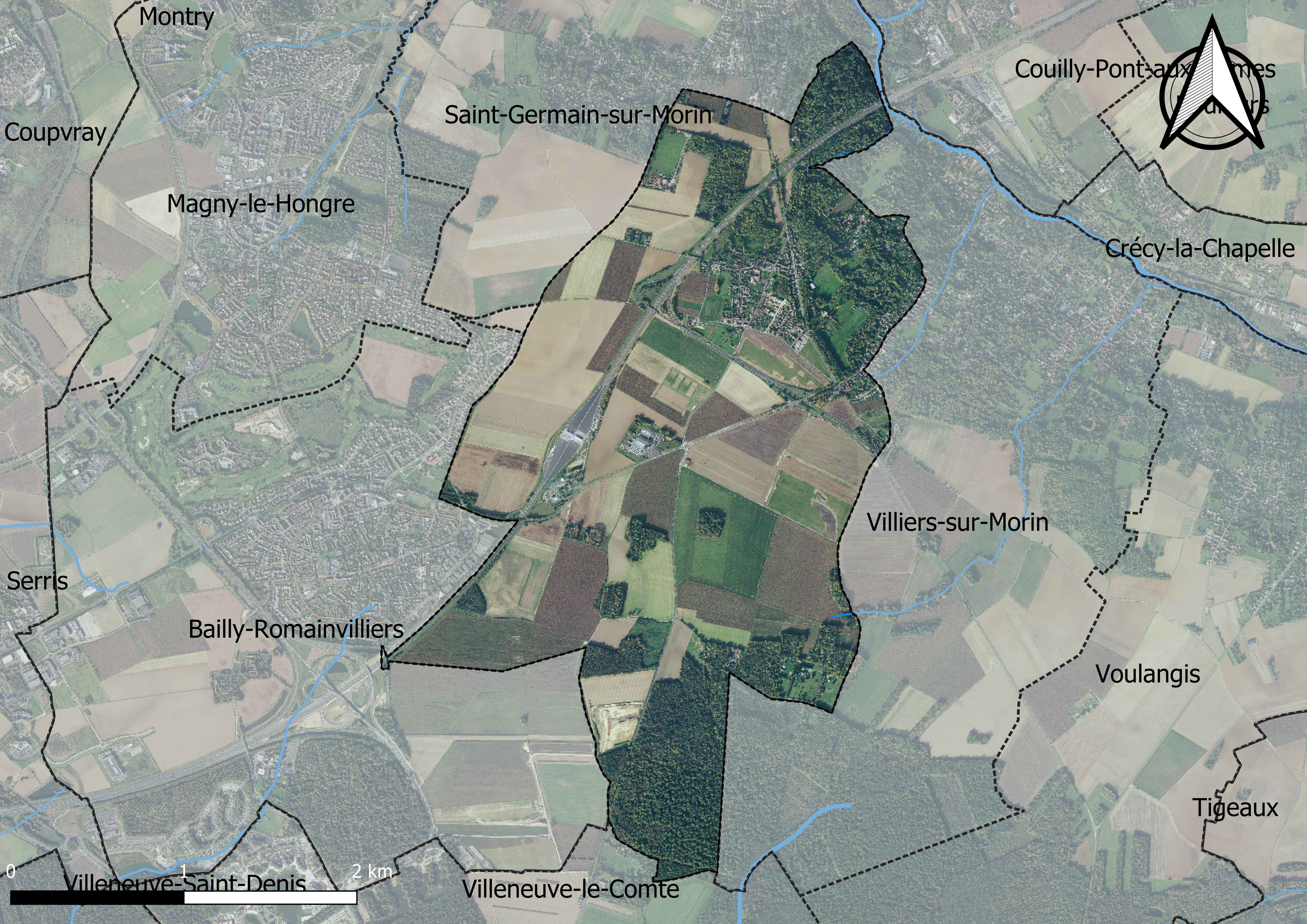
Carte orhophotogrammétrique de la commune.

### Planification
La loi SRU du 13 décembre 2000 a incité les communes à se regrouper au sein d’un établissement public, pour déterminer les partis d’aménagement de l’espace au sein d’un SCoT, un document d’orientation stratégique des politiques publiques à une grande échelle et à un horizon de 20 ans et s'imposant aux documents d'urbanisme locaux, les PLU (Plan local d'urbanisme). La commune est dans le territoire du SCOT Pays créçois, approuvé le 18 décembre 2019.
La commune, en 2019, avait engagé l'élaboration d'un plan local d'urbanisme.

### Logement
En 2017, le nombre total de logements dans la commune était de 429 dont 80,8 % de maisons (maisons de ville, corps de ferme, pavillons, etc.) et 15,3 % d'appartements.
Parmi ces logements, 89,3 % étaient des résidences principales, 4,3 % des résidences secondaires et 6,4 % des logements vacants.
La part des ménages fiscaux propriétaires de leur résidence principale s'élevait à 77,5 % contre 17,2 % de locataires et 5,3 % logés gratuitement.

### Voies de communication et transports

#### Transports
La commune est desservie par la ligne 59 du réseau de bus Brie et 2 Morin.

## Toponymie
Le nom de la localité est mentionné sous les formes Curia Evroldi en 1082 ; Curtevrold en 1190 ; Cortevrot en 1226 ; Curia Ebrodi en 1261 ; Curia Ebroudi en 1269 ; G. de Curia Evrout au XIIIe siècle ; Courtevroust en 1450 ; Coutevrou en 1479 ; Coustevroust en 1548 ; Couttevroux en 1600 ; Curia Ebroldi en 1657 ; Court Evroul en 1730 ; Courtevrou en 1757 (Cassini) ; Coutevroust en 1834 (Carte d'État-major).

## Politique et administration
| Période                                  | Période                       | Identité             | Étiquette | Qualité                                                                                   |
| ---------------------------------------- | ----------------------------- | -------------------- | --------- | ----------------------------------------------------------------------------------------- |
| Les données manquantes sont à compléter. |                               |                      |           |                                                                                           |
| mars 1977                                | mars 1983                     | Roland Georgin       | SE        |                                                                                           |
| mars 1983                                | septembre 2007                | Jean Alléon          | SE        | Démissionnaire                                                                            |
| novembre 2007                            | En cours (au 28 juillet 2020) | Jean-Jacques Prevost | SE        | Vice-président de la CA Coulommiers Pays de Brie (2020 → ) Réélu pour le mandat 2020-2026 |

## Équipements et services

### Eau et assainissement
L’organisation de la distribution de l’eau potable, de la collecte et du traitement des eaux usées et pluviales relève des communes. La loi NOTRe de 2015 a accru le rôle des EPCI à fiscalité propre en leur transférant cette compétence. Ce transfert devait en principe être effectif au 1er janvier 2020, mais la loi Ferrand-Fesneau du 3 août 2018 a introduit la possibilité d’un report de ce transfert au 1er janvier 2026,.

#### Assainissement des eaux usées
En 2020, la gestion du service d'assainissement collectif de la commune de Coutevroult est assurée par la communauté d'agglomération Coulommiers Pays de Brie (CACPB) pour la collecte et . Ce service est géré en délégation par une entreprise privée,,.
L’assainissement non collectif (ANC) désigne les installations individuelles de traitement des eaux domestiques qui ne sont pas desservies par un réseau public de collecte des eaux usées et qui doivent en conséquence traiter elles-mêmes leurs eaux usées avant de les rejeter dans le milieu naturel. La communauté d'agglomération Coulommiers Pays de Brie (CACPB) assure pour le compte de la commune le service public d'assainissement non collectif (SPANC), qui a pour mission de vérifier la bonne exécution des travaux de réalisation et de réhabilitation, ainsi que le bon fonctionnement et l’entretien des installations,.

#### Eau potable
En 2020, l'alimentation en eau potable est assurée par la communauté d'agglomération Coulommiers Pays de Brie (CACPB) qui en a délégué la gestion à la SAUR, dont le contrat expire le 31 décembre 2028,,.

## Population et société
L'évolution du nombre d'habitants est connue à travers les recensements de la population effectués dans la commune depuis 1793. Pour les communes de moins de 10 000 habitants, une enquête de recensement portant sur toute la population est réalisée tous les cinq ans, les populations de référence des années intermédiaires étant quant à elles estimées par interpolation ou extrapolation. Pour la commune, le premier recensement exhaustif entrant dans le cadre du nouveau dispositif a été réalisé en 2005.

En 2022, la commune comptait 1 191 habitants, en évolution de +10,38 % par rapport à 2016 (Seine-et-Marne : +3,92 %, France hors Mayotte : +2,11 %).
| 1793 | 1800 | 1806 | 1821 | 1831 | 1836 | 1841 | 1846 | 1851 |
| ---- | ---- | ---- | ---- | ---- | ---- | ---- | ---- | ---- |
| 472  | 458  | 477  | 468  | 443  | 491  | 486  | 462  | 429  |

| 1856 | 1861 | 1866 | 1872 | 1876 | 1881 | 1886 | 1891 | 1896 |
| ---- | ---- | ---- | ---- | ---- | ---- | ---- | ---- | ---- |
| 401  | 414  | 447  | 414  | 369  | 330  | 373  | 342  | 325  |

| 1901 | 1906 | 1911 | 1921 | 1926 | 1931 | 1936 | 1946 | 1954 |
| ---- | ---- | ---- | ---- | ---- | ---- | ---- | ---- | ---- |
| 327  | 297  | 300  | 313  | 315  | 285  | 273  | 272  | 284  |

| 1962 | 1968 | 1975 | 1982 | 1990 | 1999 | 2005 | 2006 | 2010 |
| ---- | ---- | ---- | ---- | ---- | ---- | ---- | ---- | ---- |
| 245  | 278  | 339  | 396  | 498  | 536  | 649  | 654  | 974  |

| 2015  | 2020  | 2022  | - | - | - | - | - | - |
| ----- | ----- | ----- | - | - | - | - | - | - |
| 1 076 | 1 196 | 1 191 | - | - | - | - | - | - |

## Économie

### Revenus de la population et fiscalité
En 2018, le nombre de ménages fiscaux de la commune était de 391, représentant 1 125 personnes et la  médiane du revenu disponible par unité de consommation  de 26 020 euros.

### Emploi
En 2018, le nombre total d’emplois dans la zone était de 226, occupant 556 actifs  résidants (dont 6,8 % dans la commune de résidence et 93,2 % dans une commune autre que la commune de résidence).
Le taux d'activité de la population (actifs ayant un emploi) âgée de 15 à 64 ans s'élevait à 74,8 % contre un taux de chômage de 4,9 %. 
Les 20,3 % d’inactifs se répartissent de la façon suivante : 10 % d’étudiants et stagiaires non rémunérés, 5,2 % de retraités ou préretraités et 5,1 % pour les autres inactifs.

### Secteurs d'activité

#### Entreprises et commerces
Au 31 décembre 2019, le nombre d’unités légales et d’établissements (activités marchandes hors agriculture) par secteur d'activité était de 90 dont 4 dans l’industrie manufacturière, industries extractives et autres, 20 dans la construction, 26 dans le commerce de gros et de détail, transports, hébergement et restauration, 8 dans l’Information et communication, 1 dans les activités financières et d'assurance, 4 dans les activités immobilières, 17 dans les activités spécialisées, scientifiques et techniques et activités de services administratifs et de soutien, 5 dans l’administration publique, enseignement, santé humaine et action sociale et 5  étaient relatifs aux autres activités de services.
En 2020, 21 entreprises ont été créées sur le territoire de la commune, dont 19 individuelles.
Au 1er janvier 2021, la commune ne disposait pas d’hôtel et de terrain de camping.

#### Agriculture
Les terres agricoles produisent surtout des céréales. Un projet de méthanisation nommé Val d’Europe Bioénergie doit commencer sa construction en 2020 avec un objectif de conversion à l'agriculture biologique.
Coutevroult est dans la petite région agricole dénommée les « Vallées de la Marne et du Morin », couvrant les vallées des deux rivières, en limite de la Brie. En 2010, l'orientation technico-économique de l'agriculture sur la commune est la culture de céréales et d'oléoprotéagineux (COP).
Si la productivité agricole de la Seine-et-Marne se situe dans le peloton de tête des départements français, le département enregistre un double phénomène de disparition des terres cultivables (près de 2 000 ha par an dans les années 1980, moins dans les années 2000) et de réduction d'environ 30 % du nombre d'agriculteurs dans les années 2010. Cette tendance se retrouve au niveau de la commune où le nombre d’exploitations est passé de 7 en 1988 à 1 en 2010. Parallèlement, la taille de ces exploitations augmente, passant de 63 ha en 1988 à 98 ha en 2010.
Le tableau ci-dessous présente les principales caractéristiques des exploitations agricoles de Coutevroult, observées sur une période de 22 ans : 
|                                      | 1988 | 2000 | 2010 |
| ------------------------------------ | ---- | ---- | ---- |
| Dimension économique,                |      |      |      |
| Nombre d’exploitations (u)           | 7    | 4    | 1    |
| Travail (UTA)                        | 13   | 6    | 1    |
| Surface agricole utilisée (ha)       | 444  | 398  | 98   |
| Cultures                             |      |      |      |
| Terres labourables (ha)              | 431  | 388  | s    |
| Céréales (ha)                        | 252  | 244  | s    |
| dont blé tendre (ha)                 | 180  | 185  | s    |
| dont maïs-grain et maïs-semence (ha) | 65   | 29   | s    |
| Tournesol (ha)                       | s    |      |      |
| Colza et navette (ha)                | 32   | 42   | s    |
| Élevage                              |      |      |      |
| Cheptel (UGBTA)                      | 140  | 0    | 0    |

## Culture locale et patrimoine

### Monuments et lieux remarquables
- Jardin d'agrément et parc du château du Vivier   Inscrit MH[67].

### Autres lieux et monuments

#### Généralités historiques
Mentionné au XIe siècle, "Curia Evroldi". Église à la collation de l'évêque de Meaux. Prieuré de Saint-Pierre, à la nomination du roi. Patrie de François Charles de Bourlamaque, héros de la défense du Canada aux côtés de Montcalm, puis gouverneur de la Guadeloupe.

#### Architecture civile
Château du Vivier, XVIIIe siècle, avec parc. Cette propriété servit de cadre au tournage du film d'Henri Verneuil "Le Président", pendant l'hiver 1960-1961.
Vestiges du château de Montaumer (ferme). Pigeonnier.

#### Architecture sacrée
Petite église rurale Saint-Jean-Baptiste : 2 tableaux XVIIe siècle (Jugement de Salomon et Couronnement d'Esther), pierres tombales dont une d'un chevalier en armure.

#### Sites touristiques
Bois du Parc aux Bœufs.

## Personnalités liées à la commune
- François Charles de Bourlamaque, son grand-père François avait épousé  en 1716 Marie Picot fille de Jacques, seigneur du Vivier, Fontenay-Trésigny et de la Motte de Coutevroult, maître d'hôtel ordinaire du roi.
- Pierre Falké, illustrateur, est décédé à Coutevroult le 31 mai 1947.